# Biserica de lemn din Gledin
Biserica de lemn din Gledin, comuna Monor, județul Bistrița-Năsăud nu mai există. Tradiția locală păstrează amintirea a doua biserici de lemn ce au existat succesiv în cimitirul vechi al satului. Despre ultima biserică de lemn se cunoaște faptul că a fost edificată în anul 1853, în vremea păstoririi preotului Grigore Bruta și a fost sfințită la 20 noiembrie 1871, în vremea păstoririi preotului Avram Harșianu. Ea a fost înlocuită în anul 1987 de noua biserică de zid, ce a fost sfințită în anul 1998 de IPS Bartolomeu. A mai existat o primă biserică ce a fost clădită pe vârful cel mai înalt al dealului cimitirului vechi, prin anul 925. Se spune că aceasta avea bârne groase din stejar, era acoperită cu dranițe, pregătite din despicături subțiri de brad . Mai prezenta un turn din ce în ce mai subțiat, pe al cărui vârf prelungit stătea neclintită crucea de lemn. În această biserică s-a făcut serviciu divin aproape 300 de ani, moment ce coincide se pare cu refugiul temporar al locuitorilor în Gledinel, urmare a năvălirilor barbare, revenirea fiind forțată de colonizarea sașilor în Batoș.